# Bonnie Blair
Bonnie Kathleen Blair (Cornwall, New York, 18. ožujka 1964.) - umirovljena američka klizačica. Ona je jedna od najboljih klizačica svoje ere i jedna od najuspješnijih sportašica u olimpijskoj povijesti. Blair je četiri puta nastupila za Sjedinjene Američke Države na Olimpijskim igrama, osvojivši pet zlatnih i jednu brončanu medalju.
Slijedeći svoju braću i sestre, Bonnie se prvi put okušala u klizanju kada je imala dvije godine. U dobi od 15 godina, Blair se okušala u reprezentaciji, izborivši mjesto u svom prvom pokušaju. Blair je svoj olimpijski debi imala u Sarajevu 1984., gdje je završila osma na 500 metara. Blair je u to vrijeme trenirala i klizanje na kratkim i dugim stazama. Osvojila je Svjetsko prvenstvo na kratkim stazama 1986. godine. Blair se vratila na Olimpijske igre 1988., natječući se na dugim stazama na Zimskim olimpijskim igrama 1988. u Calgaryju. Tamo je osvojila svoju prvu zlatnu olimpijsku medalju na 500 metara i brončanu medalju na 1000 metara. Blair je osvojila dvije zlatne medalje na Zimskim olimpijskim igrama 1992. u Albertvilleu i svoje posljednje dvije zlatne medalje na Zimskim olimpijskim igrama 1994. u Lillehammeru. Nastavila se natjecati na Svjetskom prvenstvu 1995. u Milwaukeeju i konačno se povukla u ožujku 1995.
Nakon što se povukla iz brzog klizanja, Blair je postala motivacijski govornik. Uvedena je u Sportsku kuću slavnih Chicaga, Atletsku dvoranu slavnih Wisconsina i Olimpijsku dvoranu slavnih Sjedinjenih Američkih Država.